# دوري السنغال الممتاز 2005
دوري السنغال الممتاز 2005 هو الموسم 40 من دوري السنغال الممتاز. كان عدد الأندية المشاركة فيه 18، وفاز فيه ASC Port Autonome ‏.